# 9422 Kuboniwa
9422 Kuboniwa este un asteroid din centura principală de asteroizi.

## Descriere
9422 Kuboniwa este un asteroid din centura principală de asteroizi. A fost descoperit pe 13 ianuarie 1996 la Ōizumi de Takao Kobayashi. Asteroidul prezintă o orbită caracterizată de o semiaxă mare de 2,46 ua, o excentricitate de 0,16 și o înclinație de 1,4° în raport cu ecliptica.